# Eiko Ishioka
Pour les articles homonymes, voir Eiko (homonymie) et Ishioka.
Eiko Ishioka (石岡 瑛子, Ishioka Eiko), née le 12 juillet 1938 à Tokyo et morte le 21 janvier 2012 dans la même ville, est une costumière, graphiste et réalisatrice japonaise.

## Filmographie
- 1985 : Mishima (Mishima: A Life in Four Chapters) de Paul Schrader
- 1991 : Closet Land de Radha Bharadwaj
- 1992 : Dracula (Bram Stoker's Dracula) de Francis Ford Coppola
- 2000 : The Cell de Tarsem Singh
- 2006 : The Fall de Tarsem Singh
- 2011 : Les Immortels de Tarsem Singh
- 2012 : Blanche-Neige de Tarsem Singh

## Récompenses
- 1985 : prix de la contribution artistique au Festival de Cannes 1985 pour Mishima
- 1987 : Grammy Award for Best Recording Package pour Tutu de Miles Davis
- 1993 : Oscar de la meilleure création de costumes pour Dracula[2]
- 1993 : Saturn Award des meilleurs costumes pour Dracula
- 2013 : Costume Designers Guild Award des meilleurs costumes pour un film de fantasy, fantastique ou science-fiction pour Blanche-Neige

## Nomination
- 2013 : Oscar des meilleurs costumes pour Blanche-Neige[3]